# Championnats du monde de patinage artistique 2022
Navigation
Mondiaux 2021 Mondiaux 2023
Les championnats du monde de patinage artistique 2022 ont lieu du 21 au 27 mars 2022 à la Sud de France Arena de Montpellier en France. C'est la neuvième fois que la France organise les mondiaux de patinage artistique après les éditions de 1936, 1949, 1952, 1958, 1971, 1989, 2000 et 2012.

## Qualifications
Les patineurs sont éligibles à l'épreuve s'ils représentent une nation membre de l'Union internationale de patinage (International Skating Union en anglais) et s'ils ont atteint l'âge de 15 ans avant le 1er juillet 2021. Les fédérations nationales sélectionnent leurs patineurs en fonction de leurs propres critères, mais l'Union internationale de patinage exige un score minimum d'éléments techniques (Technical Elements Score en anglais) lors d'une compétition internationale avant les championnats du monde.

### Score minimum d'éléments techniques
L'Union internationale de patinage stipule que les notes minimales doivent être obtenues lors d'une compétition internationale senior reconnue par elle-même au cours de la saison en cours ou précédente, au plus tard 21 jours avant le premier jour d'entraînement officiel.
| Score minimum d'éléments techniques                                                         | Score minimum d'éléments techniques | Score minimum d'éléments techniques |
| Discipline                                                                                  | Programme court                     | Programme libre                     |
| Messieurs                                                                                   | 34.00                               | 64.00                               |
| Dames                                                                                       | 30.00                               | 51.00                               |
| Couples                                                                                     | 27.00                               | 44.00                               |
| Danse sur glace                                                                             | 33.00                               | 47.00                               |
| ------------------------------------------------------------------------------------------- | ----------------------------------- | ----------------------------------- |
| Les scores des programmes courts et libres peuvent être obtenus à différentes compétitions. |                                     |                                     |

### Nombre d'inscriptions par discipline
Sur la base des résultats des championnats du monde 2021, l'Union internationale de patinage autorise chaque pays à avoir de une à trois inscriptions par discipline.
| Nombre d'inscriptions                                             | Messieurs                         | Dames                          | Couples                        | Danse sur glace          |
| ----------------------------------------------------------------- | --------------------------------- | ------------------------------ | ------------------------------ | ------------------------ |
| 3                                                                 | États-Unis Japon Russie           | États-Unis Japon Russie        | Chine Russie                   | Canada États-Unis Russie |
| 2                                                                 | Canada Corée du Sud France Italie | Autriche Belgique Corée du Sud | Canada États-Unis Italie Japon | Italie Royaume-Uni       |
| Si non répertorié ci-dessus, une seule inscription est autorisée. |                                   |                                |                                |                          |

Le 1er mars 2022, l'Union internationale de patinage interdit aux patineurs artistiques et aux officiels de la fédération de Russie et de la Biélorussie de participer et d'assister à toutes les compétitions internationales en raison de l'invasion russe de l'Ukraine le 24 février 2022. Ainsi ces deux pays sont absents des championnats du monde 2022, 1 mois après le début du conflit.

## Podiums
| Épreuves                            | Or                                      | Argent                            | Bronze                       |
| ----------------------------------- | --------------------------------------- | --------------------------------- | ---------------------------- |
| Messieurs résultats détaillés       | Shōma Uno                               | Yuma Kagiyama                     | Vincent Zhou                 |
| Dames résultats détaillés           | Kaori Sakamoto                          | Loena Hendrickx                   | Alysa Liu                    |
| Couples résultats détaillés         | Alexa Scimeca Knierim / Brandon Frazier | Riku Miura / Ryuichi Kihara       | Vanessa James / Eric Radford |
| Danse sur glace résultats détaillés | Gabriella Papadakis / Guillaume Cizeron | Madison Hubbell / Zachary Donohue | Madison Chock / Evan Bates   |

## Tableau des médailles
| Rang  | Nation     | Or | Argent | Bronze | Total |
| ----- | ---------- | -- | ------ | ------ | ----- |
| 1     | Japon      | 2  | 2      | 0      | 4     |
| 2     | États-Unis | 1  | 1      | 3      | 5     |
| 3     | France     | 1  | 0      | 0      | 1     |
| 4     | Belgique   | 0  | 1      | 0      | 1     |
| 5     | Canada     | 0  | 0      | 1      | 1     |
| Total | Total      | 4  | 4      | 4      | 12    |

## Détails des compétitions

### Messieurs
| Rang                                        | Nom                          | Pays         | Points | Programme court | Programme court | Programme libre | Programme libre |
| ------------------------------------------- | ---------------------------- | ------------ | ------ | --------------- | --------------- | --------------- | --------------- |
| 1                                           | Shōma Uno                    | Japon        | 312.48 | 1               | 109.63          | 1               | 202.85          |
| 2                                           | Yuma Kagiyama                | Japon        | 297.60 | 2               | 105.69          | 2               | 191.91          |
| 3                                           | Vincent Zhou                 | États-Unis   | 277.38 | 6               | 95.84           | 4               | 181.54          |
| 4                                           | Moris Kvitelashvili          | Géorgie      | 272.03 | 7               | 92.61           | 5               | 179.42          |
| 5                                           | Camden Pulkinen              | États-Unis   | 271.69 | 12              | 89.50           | 3               | 182.19          |
| 6                                           | Kazuki Tomono                | Japon        | 269.37 | 3               | 101.12          | 8               | 168.25          |
| 7                                           | Daniel Grassl                | Italie       | 266.66 | 5               | 97.62           | 7               | 169.04          |
| 8                                           | Adam Siao Him Fa             | France       | 266.12 | 10              | 90.97           | 6               | 175.15          |
| 9                                           | Ilia Malinin                 | États-Unis   | 263.79 | 4               | 100.16          | 11              | 163.63          |
| 10                                          | Matteo Rizzo                 | Italie       | 255.75 | 8               | 91.67           | 10              | 164.08          |
| 11                                          | Kevin Aymoz                  | France       | 245.46 | 15              | 85.26           | 12              | 160.20          |
| 12                                          | Roman Sadovsky               | Canada       | 245.36 | 18              | 80.54           | 9               | 164.82          |
| 13                                          | Deniss Vasiļjevs             | Lettonie     | 243.00 | 11              | 90.95           | 14              | 152.05          |
| 14                                          | Keegan Messing               | Canada       | 235.03 | 9               | 91.18           | 17              | 143.85          |
| 15                                          | Mihhail Selevko              | Estonie      | 234.72 | 20              | 78.85           | 13              | 155.87          |
| 16                                          | Vladimir Litvintsev          | Azerbaïdjan  | 233.62 | 14              | 85.83           | 15              | 147.79          |
| 17                                          | Maurizio Zandron             | Autriche     | 228.27 | 16              | 83.10           | 16              | 145.17          |
| 18                                          | Lee Si-hyeong                | Corée du Sud | 225.06 | 13              | 86.35           | 18              | 138.71          |
| 19                                          | Nikolaj Majorov              | Suède        | 216.45 | 19              | 79.36           | 20              | 137.09          |
| 20                                          | Graham Newberry              | Royaume-Uni  | 210.40 | 21              | 74.92           | 21              | 135.48          |
| 21                                          | Tomàs-Llorenç Guarino Sabaté | Espagne      | 208.95 | 24              | 71.42           | 19              | 137.53          |
| 22                                          | Nikita Starostin             | Allemagne    | 205.72 | 23              | 73.79           | 22              | 131.93          |
| 23                                          | Ivan Chmouratko              | Ukraine      | 196.65 | 22              | 73.99           | 23              | 122.66          |
| Abandon                                     | Cha Jun-hwan                 | Corée du Sud |        | 17              | 82.43           | NC              | NC              |
| Patineurs éliminés après le programme court |                              |              |        |                 |                 |                 |                 |
| 25                                          | Mark Gorodnitsky             | Israël       |        | 25              | 69.70           | NC              | NC              |
| 26                                          | Adam Hagara                  | Slovaquie    |        | 26              | 60.92           | NC              | NC              |
| 27                                          | Vladimir Samoilov            | Pologne      |        | 27              | 60.71           | NC              | NC              |
| 28                                          | Burak Demirboğa              | Turquie      |        | 28              | 52.86           | NC              | NC              |
| 29                                          | Aleksandr Vlasenko           | Hongrie      |        | 29              | 51.10           | NC              | NC              |
| Forfait                                     | Donovan Carrillo             | Mexique      | NC     | NC              | NC              | NC              | NC              |

### Dames
| Rang                                          | Nom                  | Pays           | Points | Programme court | Programme court | Programme libre | Programme libre |
| --------------------------------------------- | -------------------- | -------------- | ------ | --------------- | --------------- | --------------- | --------------- |
| 1                                             | Kaori Sakamoto       | Japon          | 236.09 | 1               | 80.32           | 1               | 155.77          |
| 2                                             | Loena Hendrickx      | Belgique       | 217.70 | 2               | 75.00           | 2               | 142.70          |
| 3                                             | Alysa Liu            | États-Unis     | 211.19 | 5               | 71.91           | 3               | 139.28          |
| 4                                             | Mariah Bell          | États-Unis     | 208.66 | 3               | 72.55           | 4               | 136.11          |
| 5                                             | You Young            | Corée du Sud   | 204.91 | 4               | 72.08           | 6               | 132.83          |
| 6                                             | Anastasia Gubanova   | Géorgie        | 196.61 | 14              | 62.59           | 5               | 134.02          |
| 7                                             | Lee Hae-in           | Corée du Sud   | 196.55 | 11              | 64.16           | 7               | 132.39          |
| 8                                             | Karen Chen           | États-Unis     | 192.51 | 8               | 66.16           | 8               | 126.35          |
| 9                                             | Ekaterina Ryabova    | Azerbaïdjan    | 188.50 | 9               | 65.52           | 11              | 122.98          |
| 10                                            | Nicole Schott        | Allemagne      | 188.42 | 6               | 67.77           | 14              | 120.65          |
| 11                                            | Wakaba Higuchi       | Japon          | 188.15 | 7               | 67.03           | 12              | 121.12          |
| 12                                            | Madeline Schizas     | Canada         | 188.14 | 10              | 64.20           | 10              | 123.94          |
| 13                                            | Ekaterina Kurakova   | Pologne        | 186.43 | 16              | 61.92           | 9               | 124.51          |
| 14                                            | Olga Mikutina        | Autriche       | 182.98 | 15              | 62.14           | 13              | 120.84          |
| 15                                            | Mana Kawabe          | Japon          | 182.44 | 12              | 63.68           | 15              | 118.76          |
| 16                                            | Niina Petrõkina      | Estonie        | 176.60 | 17              | 60.24           | 16              | 116.36          |
| 17                                            | Lindsay van Zundert  | Pays-Bas       | 171.39 | 18              | 58.49           | 17              | 112.90          |
| 18                                            | Julia Sauter         | Roumanie       | 170.31 | 19              | 58.07           | 18              | 112.24          |
| 19                                            | Alexia Paganini      | Suisse         | 170.02 | 13              | 63.09           | 19              | 106.93          |
| 20                                            | Lara Naki Gutmann    | Italie         | 164.39 | 20              | 57.92           | 20              | 106.47          |
| 21                                            | Josefin Taljegård    | Suède          | 163.24 | 21              | 57.52           | 21              | 105.72          |
| 22                                            | Kailani Craine       | Australie      | 161.75 | 22              | 56.64           | 22              | 105.11          |
| 23                                            | Natasha McKay        | Royaume-Uni    | 159.27 | 24              | 55.71           | 23              | 103.56          |
| 24                                            | Daša Grm             | Slovénie       | 147.12 | 23              | 55.82           | 24              | 91.30           |
| Patineuses éliminées après le programme court |                      |                |        |                 |                 |                 |                 |
| 25                                            | Jenni Saarinen       | Finlande       |        | 25              | 55.30           | NC              | NC              |
| 26                                            | Ting Tzu-Han         | Taipei chinois |        | 26              | 55.24           | NC              | NC              |
| 27                                            | Eliška Březinová     | Tchéquie       |        | 27              | 55.07           | NC              | NC              |
| 28                                            | Alexandra Feigin     | Bulgarie       |        | 28              | 55.01           | NC              | NC              |
| 29                                            | Léa Serna            | France         |        | 29              | 54.30           | NC              | NC              |
| 30                                            | Marilena Kitromilis  | Chypre         |        | 30              | 53.32           | NC              | NC              |
| 31                                            | Júlia Láng           | Hongrie        |        | 31              | 47.93           | NC              | NC              |
| 32                                            | Stefanie Pesendorfer | Autriche       |        | 32              | 47.23           | NC              | NC              |
| 33                                            | Anete Lāce           | Lettonie       |        | 33              | 44.60           | NC              | NC              |

### Couples
| Rang    | Nom                                     | Pays        | Points | Programme court | Programme court | Programme libre | Programme libre |
| ------- | --------------------------------------- | ----------- | ------ | --------------- | --------------- | --------------- | --------------- |
| 1       | Alexa Scimeca Knierim / Brandon Frazier | États-Unis  | 221.09 | 1               | 76.88           | 1               | 144.21          |
| 2       | Riku Miura / Ryuichi Kihara             | Japon       | 199.55 | 3               | 71.58           | 3               | 127.97          |
| 3       | Vanessa James / Eric Radford            | Canada      | 197.32 | 5               | 66.54           | 2               | 130.78          |
| 4       | Karina Safina / Luka Berulava           | Géorgie     | 191.74 | 4               | 67.36           | 4               | 124.38          |
| 5       | Minerva Fabienne Hase / Nolan Seegert   | Allemagne   | 189.61 | 6               | 66.29           | 5               | 123.32          |
| 6       | Evelyn Walsh / Trennt Michaud           | Canada      | 176.02 | 8               | 60.28           | 6               | 115.74          |
| 7       | Miriam Ziegler / Severin Kiefer         | Autriche    | 166.68 | 7               | 60.79           | 7               | 105.89          |
| 8       | Camille Mendoza / Pavel Kovalev         | France      | 153.73 | 9               | 50.95           | 8               | 102.78          |
| 9       | Daria Danilova / Michel Tsiba           | Pays-Bas    | 148.55 | 11              | 49.52           | 9               | 99.03           |
| 10      | Zoe Jones / Christopher Boyadji         | Royaume-Uni | 144.24 | 10              | 49.67           | 10              | 94.57           |
| 11      | Dorota Broda / Pedro Betegón Martín     | Espagne     | 133.58 | 12              | 48.66           | 11              | 84.92           |
| 12      | Hailey Kops / Evgeni Krasnopolski       | Israël      | 126.45 | 14              | 44.45           | 12              | 82.00           |
| Abandon | Ashley Cain-Gribble / Timothy LeDuc     | États-Unis  |        | 2               | 75.85           | NC              | NC              |
| Abandon | Sofiia Holichenko / Artem Darenskyi     | Ukraine     |        | 13              | 44.95           | NC              | NC              |

### Danse sur glace
| Rang                                               | Nom                                             | Pays               | Points | Danse rythmique | Danse rythmique | Danse libre | Danse libre |
| -------------------------------------------------- | ----------------------------------------------- | ------------------ | ------ | --------------- | --------------- | ----------- | ----------- |
| 1                                                  | Gabriella Papadakis / Guillaume Cizeron         | France             | 229.82 | 1               | 92.73           | 1           | 137.09      |
| 2                                                  | Madison Hubbell / Zachary Donohue               | États-Unis         | 222.39 | 2               | 89.72           | 2           | 132.67      |
| 3                                                  | Madison Chock / Evan Bates                      | États-Unis         | 216.83 | 3               | 87.51           | 3           | 129.32      |
| 4                                                  | Charlène Guignard / Marco Fabbri                | Italie             | 209.92 | 4               | 84.22           | 4           | 125.70      |
| 5                                                  | Piper Gilles / Paul Poirier                     | Canada             | 202.70 | 5               | 80.79           | 5           | 121.91      |
| 6                                                  | Lilah Fear / Lewis Gibson                       | Royaume-Uni        | 198.17 | 7               | 78.89           | 6           | 119.28      |
| 7                                                  | Olivia Smart / Adrià Díaz                       | Espagne            | 194.63 | 6               | 79.40           | 7           | 115.23      |
| 8                                                  | Kaitlin Hawayek / Jean-Luc Baker                | États-Unis         | 191.61 | 9               | 76.56           | 8           | 115.05      |
| 9                                                  | Laurence Fournier Beaudry / Nikolaj Sørensen    | Canada             | 188.54 | 8               | 78.29           | 9           | 110.25      |
| 10                                                 | Allison Reed / Saulius Ambrulevičius            | Lituanie           | 180.21 | 10              | 74.06           | 11          | 106.15      |
| 11                                                 | Marjorie Lajoie / Zachary Lagha                 | Canada             | 178.84 | 13              | 70.39           | 10          | 108.45      |
| 12                                                 | Juulia Turkkila / Matthias Versluis             | Finlande           | 175.95 | 12              | 71.88           | 12          | 104.07      |
| 13                                                 | Natálie Taschlerová / Filip Taschler            | Tchéquie           | 172.23 | 11              | 72.55           | 14          | 99.68       |
| 14                                                 | Tina Garabedian / Simon Proulx-Sénécal          | Arménie            | 170.32 | 14              | 68.50           | 13          | 101.82      |
| 15                                                 | Maria Kazakova / Georgy Reviya                  | Géorgie            | 165.38 | 17              | 66.76           | 15          | 98.62       |
| 16                                                 | Kana Muramoto / Daisuke Takahashi               | Japon              | 164.25 | 15              | 67.77           | 16          | 96.48       |
| 17                                                 | Sasha Fear / George Waddell                     | Royaume-Uni        | 160.05 | 18              | 66.69           | 18          | 93.36       |
| 18                                                 | Holly Harris / Jason Chan                       | Australie          | 159.92 | 19              | 64.91           | 17          | 95.01       |
| 19                                                 | Solène Mazingue / Marko Jevgeni Gaidajenko      | Estonie            | 149.04 | 20              | 63.97           | 19          | 85.07       |
| Abandon                                            | Oleksandra Nazarova / Maksym Nikitin            | Ukraine            |        | 16              | 67.70           |             |             |
| Couples de danse éliminés après la danse rythmique |                                                 |                    |        |                 |                 |             |             |
| 21                                                 | Shira Ichilov / Volodymyr Byelikov              | Israël             |        | 21              | 62.57           | NC          | NC          |
| 22                                                 | Mariia Ignateva / Danijil Szemko                | Hongrie            |        | 22              | 62.12           | NC          | NC          |
| 23                                                 | Jasmine Tessari / Stéphane Walker               | Suisse             |        | 23              | 60.75           | NC          | NC          |
| 24                                                 | Charlotte Lafond-Fournier / Richard Kang-in Kam | Nouvelle-Zélande   |        | 24              | 59.45           | NC          | NC          |
| 25                                                 | Mária Sofia Pucherová / Nikita Lysak            | Slovaquie          |        | 25              | 58.27           | NC          | NC          |
| 26                                                 | Carolina Moscheni / Francesco Fioretti          | Italie             |        | 26              | 58.22           | NC          | NC          |
| 27                                                 | Ekaterina Mitrofanova / Vladislav Kasinskij     | Bosnie-Herzégovine |        | 27              | 55.01           | NC          | NC          |
| 28                                                 | Anastasia Polibina / Pavel Golovishnikov        | Pologne            |        | 28              | 50.73           | NC          | NC          |
| 29                                                 | Ekaterina Kuznetsova / Oleksandr Kolosovskyi    | Azerbaïdjan        |        | 29              | 49.14           | NC          | NC          |
| 30                                                 | Aurelija Ipolito / Luke Russell                 | Lettonie           |        | 30              | 46.00           | NC          | NC          |
| 31                                                 | Gaukhar Nauryzova / Boyisangur Datiev           | Kazakhstan         |        | 31              | 45.87           | NC          | NC          |